# Ambrolauri

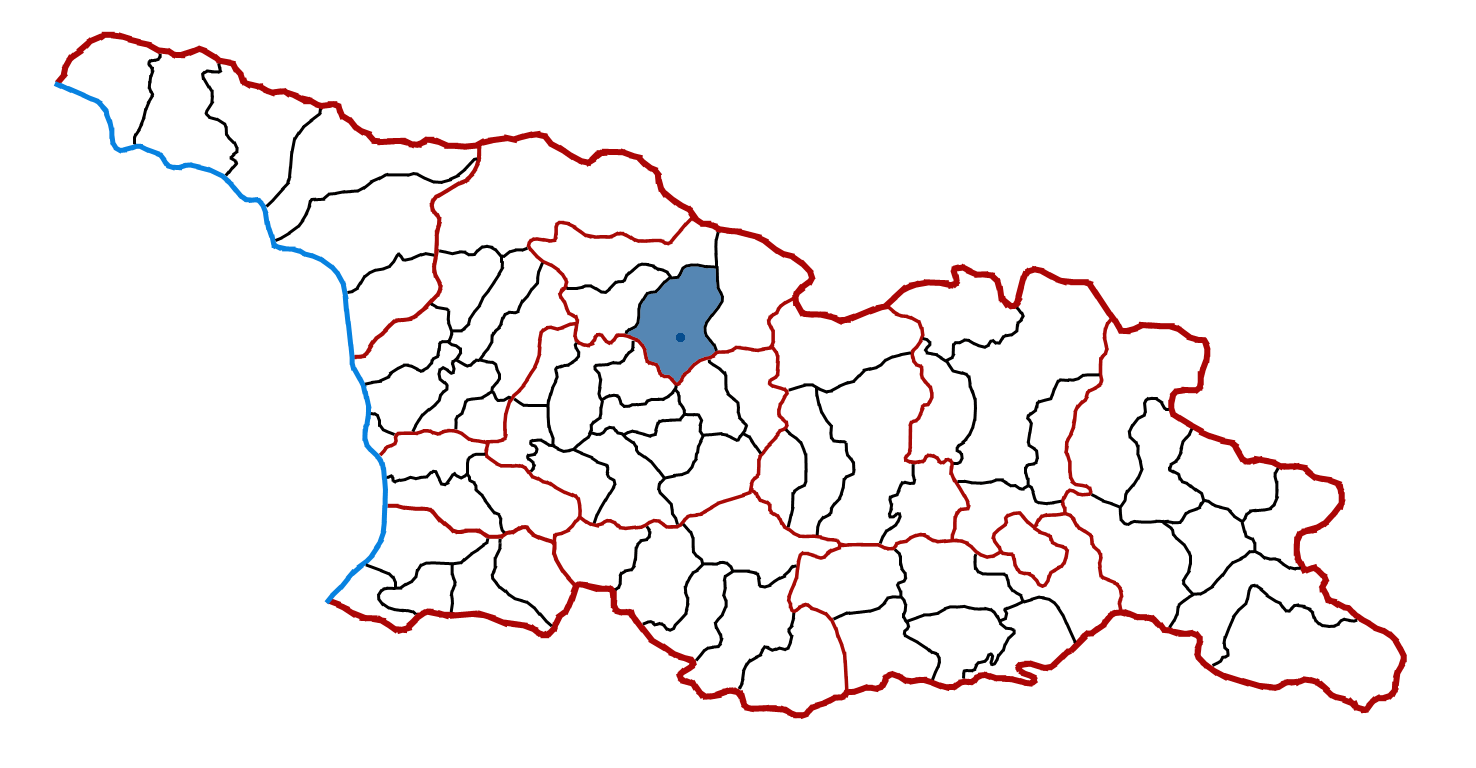
Ambroaluri elhelyezkedése Grúzia térképén.

Ambrolauri (grúz: ამბროლაური) város Grúzia középső északi részében, Racsa-Lecshumi és Alsó-Szvanéti közigazgatási régió székhelye.
Lakosainak száma a 2014-es népszavazás adatai alapján mindössze 2047.
A város a 17. században Imereti királyainak egyik uralkodói székhelyéül szolgált. A királyi székhelyből csak egy templom és egy torony romjai maradtak fenn.1769-ben I. Salamon, Imereti királya Zurab Macsabeli hercegnek adományozta (ő építette az ambrolaurii Macsabeli-tornyot).
Ambrolauri 1966-ban kapott városjogot.
Az 1991-es racsai földrengés megrongálta a várost.

## Fordítás
- Ez a szócikk részben vagy egészben  az   Ambrolauri című angol Wikipédia-szócikk ezen változatának fordításán alapul.  Az eredeti cikk szerkesztőit annak laptörténete sorolja fel. Ez a jelzés csupán a megfogalmazás eredetét és a szerzői jogokat jelzi, nem szolgál a cikkben szereplő információk forrásmegjelöléseként.